# Acricotopus lucens
Acricotopus lucens is een muggensoort uit de familie van de dansmuggen (Chironomidae). De wetenschappelijke naam van de soort is voor het eerst geldig gepubliceerd in 1850 door Zetterstedt. Het is een vlieg afkomstig uit Europa en is vooral te vinden in Noordwest-Europa, zoals de Benelux of het Verenigd Koninkrijk, maar ze zijn ook gevonden in andere delen van Noord-Europa.

## Verspreiding
De meeste Acricotopus lucens zijn waargenomen in Noordwest-Europa. Veel waarnemingen zijn gedaan in de Benelux, het Verenigd Koninkrijk en Ierland. Er zijn echter enkele exemplaren gevonden in andere delen van Noord-Europa, zoals het Scandinavisch Schiereiland, bestaande uit Noorwegen, Zweden en Finland. Ze wonen meestal aan de rand van het land.

## Habitat
A. lucens leven meestal in de buurt van vijverranden en meren, en zoals de meeste insecten in de Chironomidae-familie leven ze meestal in water- en luchthabitats. Er is bekend dat ze in de buurt van zeeën en oceanen leven, zoals die van Ierland of de Benelux. Er zijn ook exemplaren waargenomen die in de buurt van de zeeën van het Scandinavisch Schiereiland leven, met name de Oostzee.